# Karl Friedrich Schimper
Karl Friedrich Schimper (Mannheim, 15 de fevereiro de 1803 — Schwetzingen, 21 de dezembro de 1867), foi um poeta e naturalista alemão.
Schimper foi estudante de teologia na Universidade de Heidelberg, onde conheceu Alexander Karl Heinrich Braun (1805-1877) e Louis Agassiz (1807-1873). Em 1828, foi professor na Universidade de Munique. Também foi o  pioneiro  nas pesquisas do campo da Morfologia vegetal, principalmente das phyllotaxis.
Talvez  seja  mais conhecido como criador da teoria das eras frias e quentes pré-históricas, e por iniciar a discussão da teoria moderna sobre as eras glaciais e os ciclos climáticos. Bill Bryson afirma em seu livro  Uma Curta História de  Quase Tudo  que  Karl Schimper criou a ideia da glaciação e propôs  a ideia radical  de que  a Europa, a Ásia e América do Norte já foram cobertas por grandes geleiras continentais.
Fêz parte de uma missão de exploração geológica aos Alpes e ao Alto Palatinado, porém privado do seu emprego, volta a sua cidade natal onde sobrevive com dificuldades. Morre em 1867.
Foi primo de Wilhelm Philipp Schimper.